# Julien (album de Julien Clerc)
Pour les articles homonymes, voir Julien.
Albums de Julien Clerc
Utile
(1992) Si j'étais elle
(2000)
Julien est le dix-septième album studio de Julien Clerc sorti en 1997.

## Titres
| 12 Titres   | 12 Titres                 | 12 Titres                                            | 12 Titres             | 12 Titres  | 12 Titres | 12 Titres | 12 Titres | 12 Titres | 12 Titres |
| No          | Titre                     | Paroles                                              | Musique               | Durée      |           |           |           |           |           |
| ----------- | ------------------------- | ---------------------------------------------------- | --------------------- | ---------- | --------- | --------- | --------- | --------- | --------- |
| 1.          | C'est mon espoir          | Étienne Roda-Gil                                     | Julien Clerc          | 4 min 13 s |           |           |           |           |           |
| 2.          | Carabat                   | Laurent Chalumeau                                    | Julien Clerc          | 4 min 03 s |           |           |           |           |           |
| 3.          | Elle danse ailleurs       | Jean-Loup Dabadie                                    | Julien Clerc          | 3 min 23 s |           |           |           |           |           |
| 4.          | Au bout du monde          | Étienne Roda-Gil                                     | Julien Clerc          | 3 min 01 s |           |           |           |           |           |
| 5.          | Star de l'entracte        | Jean-Claude Vannier                                  | Julien Clerc          | 3 min 43 s |           |           |           |           |           |
| 6.          | On peut rêver             | Jean-Loup Dabadie                                    | Julien Clerc          | 3 min 28 s |           |           |           |           |           |
| 7.          | Blues indigo              | David McNeil                                         | Julien Clerc          | 2 min 53 s |           |           |           |           |           |
| 8.          | Les séparés (n'écris pas) | Marceline Desbordes-Valmore poétesse du XIXe siècle) | Julien Clerc          | 3 min 47 s |           |           |           |           |           |
| 9.          | Assez... assez            | David McNeil                                         | Julien Clerc - Khalil | 3 min 35 s |           |           |           |           |           |
| 10.         | Le Prochain Train         | Laurent Chalumeau                                    | Julien Clerc          | 3 min 31 s |           |           |           |           |           |
| 11.         | Quand femme rêve          | Jean-Louis Bergheaud                                 | Julien Clerc          | 3 min 33 s |           |           |           |           |           |
| 12.         | Le Phare des vagabondes   | Étienne Roda-Gil                                     | Julien Clerc          | 2 min 21 s |           |           |           |           |           |
| 41 min 40 s |                           |                                                      |                       |            |           |           |           |           |           |

## Classements et certifications

### Classements hebdomadaires
| Classement (1997–98)             | Meilleure position |
| -------------------------------- | ------------------ |
| Belgique (Wallonie Ultratop)     | 3                  |
| Europe (European Top 100 Albums) | 24                 |
| France (SNEP)                    | 3                  |

### Certification
| Pays          | Certification | Date | Ventes certifiées |
| ------------- | ------------- | ---- | ----------------- |
| France (SNEP) | Platine       | 1997 | 300 000           |